# Nicholas Jarecki
Nicholas Jarecki (* 25. Juni 1979 in New York City, New York) ist ein US-amerikanischer Drehbuchautor, Filmregisseur und Filmproduzent, der durch Kinofilme wie Informers oder Arbitrage – Macht ist das beste Alibi international bekannt wurde.

## Leben und Karriere
Der 1979 in New York City geborene Nicholas Jarecki ist der Sohn von Henry Jarecki. Seit Mitte der 2000er Jahre ist er im Filmgeschäft in verschiedenen Funktionen tätig. Unter seiner Regie entstand 2005 der Dokumentarfilm The Outsider für den Jarecki auch als Drehbuchautor und Produzent fungierte. 2008 schrieb er das Drehbuch zum Kriminaldrama Informers, verfilmt von Regisseur Gregor Jordan mit Billy Bob Thornton, Kim Basinger und Mickey Rourke in den Hauptrollen. Ein Jahr später setzte Jarecki mit The Weight einen Kurzfilm mit Phillip Jordan in Szene. 
Im Jahr 2012 inszenierte Nicholas Jarecki dann als Regisseur mit Arbitrage – Macht ist das beste Alibi, einen Thriller mit Richard Gere, Susan Sarandon und Brit Marling in den Hauptrollen seinen ersten eigenen Kinofilm, zu dem er auch das Drehbuch verfasst hatte. Bei den Chicago Film Critics Association Awards 2012 erhielt er für seine Arbeit an Arbitrage eine Nominierung in der Kategorie Most Promising Filmmaker. 
2021 feierte sein zweiter Spielfilm Crisis mit Gary Oldman, Armie Hammer und Evangeline Lilly Premiere.

## Filmografie (Auswahl)

### Als Drehbuchautor
- 2005: The Outsider (Dokumentarfilm)
- 2008: Informers (The Informers)
- 2009: The Weight (Kurzfilm)
- 2012: Arbitrage – Macht ist das beste Alibi (Arbitrage)
- 2021: Crisis

### Als Regisseur
- 2005: The Outsider (Dokumentarfilm)
- 2009: The Weight (Kurzfilm)
- 2012: Arbitrage – Macht ist das beste Alibi (Arbitrage)
- 2021: Crisis

### Als Produzent
- 2005: The Outsider (Dokumentarfilm)
- 2008: Tyson (Dokumentarfilm)
- 2008: Informers (The Informers)
- 2021: Crisis

## Auszeichnungen (Auswahl)
Chicago Film Critics Association Award
- 2012: Nominierung mit dem Chicago Film Critics Association Award in der Kategorie Most Promising Filmmaker für den Spielfilm Arbitrage – Macht ist das beste Alibi